# اوسبورگ
اوسبورگ (به آلمانی: Osburg) یک شهر در آلمان است که در تریر-زاربورگ واقع شده‌است.